# Postfix
Postfix est un serveur de messagerie électronique et un logiciel libre développé par Wietse Venema et plusieurs contributeurs. Il se charge de la livraison de courriers électroniques (courriels) et a été conçu comme une alternative plus rapide, plus facile à administrer et plus sécurisée que l'historique Sendmail.
Il est le serveur de courriel par défaut dans plusieurs systèmes de type UNIX, comme Mac OS X, NetBSD, diverses distributions GNU/Linux, etc.
Postfix est publié sous licence IBM Public License 1.0. C'est une licence libre, mais incompatible avec la GPL.
Postfix a tout d'abord été connu sous les noms de VMailer et par la suite IBM Secure Mailer. Il a été écrit par Wietse Venema durant son passage au centre de recherche IBM T. J. Watson. La première version a été publiée au milieu de l'année 1999.

## Informations complémentaires
Postfix permet de gérer presque tous les cas d'une utilisation professionnelle. Utilisé avec les expressions rationnelles dans un fichier junk et une liste publique anti-spam, il permet d'éviter bon nombre de spams sans même devoir scanner les contenus de message.
On trouve quelques howtos sur le site officiel de Postfix. Afin d'optimiser l'analyse de courriels, Postfix permet de déléguer la gestion de ceux-ci à un processus externe, qui se chargera de déterminer si le courriel est accepté ou refusé (très utile dans les systèmes anti-pourriel).
Postfix supporte le protocole IPv6 depuis sa version 2.2.

### Fichiers de configuration
Principaux fichiers de configuration :
- main.cf
- virtual
- aliases
- access
- master.cf
- Fichier junk (nom non standard)